# Palmópolis
Palmópolis es un municipio brasileño del estado de Minas Gerais. El municipio debe su denominación a la familia del señor Teófilo Pinto, que llegó a la región en 1910, en la búsqueda de una planta medicinal de nombre "poaia".
Está localizada en la región del Valle del Jequitinhonha, en el nordeste de Minas Gerais. posee una población de 6.810 hab. según el IBGE/2009 con un área de 436,471 km².